# 京橋トラストタワー
京橋トラストタワー（きょうばしトラストタワー）は、東京都中央区京橋2丁目の中央通り沿いに建つ超高層ビルである。

## 歴史
この地にはかつて千代田生命保険の社屋があり、1927年から1930年にかけては梁瀬自動車（現:ヤナセ）の本社とショールームが入居した。1981年には地上12階・地下4階の京橋千代田ビルが竣工した。その後物件を取得した森トラストは、2011年11月24日に新たなビルの建設に着手。この時、名称を「京橋トラストタワー」に決定した。2013年3月に国土交通省より民間都市再生事業計画の認定を受け、2014年2月28日に竣工した。

## 特徴
東西にやや長い敷地を持ち、北側は三栄ビル（旧味の素本社）、南側は京橋エドグランに接する。中央通りに面する東側は、通り沿いの他の建物の景観に合わせ、高さ31mで高層部をセットバックさせている。
2階から4階にかけては客室数150のコートヤード・バイ・マリオット東京ステーションが入る。5階から上のオフィスフロアはエレベータを南側中央に寄せて、角に柱を配置しない構造により眺望を確保している。低層用と高層用のエレベーターの乗換フロアは13階となる。テナントにクボタの東京本社（16〜21階）、LGエレクトロニクス・ジャパンの本社（15階）などが入居する。1階には飲食店、4階には貸会議室も設けられる。
一般的な高層建築の1.5倍の耐震性能を持つほか、BCP対応として平常時の8割の電力を7日間供給できる非常用発電設備、戸田建設と富士電機が共同開発した、地震時の建物損傷度判断ツールなどを備える。空地面積の50%、1000m2を越える緑化、LED照明や中水道の採用などの環境施策が行われ、東京都「省エネルギー性能評価書制度」ではAAAランクを達成した。